# Bagram (Distrikt)
Bagram, teilweise auch Begram geschrieben, ist eine Region in der afghanischen Provinz Parwan und zugleich der gleichnamige Verwaltungsdistrikt dieses Gebietes. Der Distrikt hat eine Fläche von 380,5 Quadratkilometern und 121.310 Einwohner (Stand: 2022).
Neben der Militärbasis Bagram Air Base, die in den 1950er-Jahren mit sowjetischer Hilfe gebaut wurde und später von den Vereinigten Staaten und deren Verbündeten genutzt wurde, befindet sich dort ein größeres Dorf unmittelbar vor diesem Stützpunkt und eine Vielzahl von kleineren Dörfern in der Landschaft verteilt.
Die Militärbasis war für die lokale Bevölkerung ein bedeutender Arbeitgeber, so arbeiteten viele in der Gegend wohnende Afghanen auf dem Stützpunkt. Die Infrastruktur ist für afghanische Verhältnisse vergleichsweise gut. So verlaufen durch das Gebiet beispielsweise mehrere asphaltierte Landstraßen; außerdem gibt es eine asphaltierte Straßenverbindung zur afghanischen Hauptstadt Kabul.
Bereits zur Zeit der griechisch-baktrischen Herrschaft, also etwa im 3. oder im 2. Jahrhundert v. Chr. wurde in dem Gebiet die erste Stadt gegründet. Im Gebiet befinden sich Ruinen einer antiken Stadt und Überreste mehrerer buddhistischer Stätten. Man geht davon aus, dass es sich bei den archäologischen Stätten Begrams auch um die frühere Stadt Kapisa, die Sommerresidenz der Kuschana unter Kanischkas Herrschaft, handelt. Die größten Funde wurden als Schatz von Begram international bekannt.